# Leathernecking
Leathernecking ist ein Filmmusical aus dem Jahr 1930, in dem Irene Dunne ihr Leinwanddebüt gibt. Der Film basiert auf dem Bühnenstück Present Arms von Richard Rodgers und Lorenz Hart. Heute existieren keine Kopien mehr von Leathernecking.

## Handlung
Der junge Rekrut Chick Evans ist bei der US-Marine in Honolulu stationiert. Eines Abends stiehlt er die Galauniform seines Captains und verschafft sich so Zugang auf eine Gesellschaft. Dort verliebt er sich in die Delphine Witherspoon. Später ziehen sich die Zwei auf die Yacht der Witherspoons zurück. Ein Sturm kommt auf und lässt das Boot kentern. Delphine und Chick finden sich auf einer tropischen Insel wieder. Kaum gerettet, erkennt Delphine, wie sehr sie Chick liebt.

## Hintergrund
Irene Dunne war Anfang 1930 mit einem Vertrag bei der neugegründeten Filmgesellschaft RKO nach Hollywood gekommen. Sie hatte bereits einige Erfahrung als Sängerin gesammelt, zuletzt in einer Aufführung von Show Boat in Chicago. Das Studio sah in Dunne eine talentierte Gesangskünstlerin und setzte sie in ihrem Debüt in der Verfilmung von Present Arms, einem Musical von Richard Rodgers und Lorenz Hart aus dem Jahr 1928 ein. Mit dem Aufkommen des Tonfilms gehörte das Genre des Musical zu den profitabelsten Innovationen. Gleichzeitig führte das Überangebot an teilweise auch zweit- und drittklassigen Produktionen bereits Anfang 1930 zu einer raschen Übersättigung des Marktes. So wurde auch Leathernecking nach der Uraufführung nur zu einem bescheidenen Erfolg an der Kinokasse. Das Studio plante, unmittelbar im Anschluss Dunne in der Verfilmung von Victor Herberts Operette Babes in Toyland neben dem beliebten Komikerduo Bert Wheeler und Robert Woolsey sowie Edna May Oliver einzusetzen. Die allgemeine Apathie des Publikums gegenüber Musikfilmen führte jedoch zu einem Abbruch der Vorbereitungen. Irene Dunne wirkte stattdessen in Cimarron mit und schaffte in dieser dramatischen Rollen den Durchbruch als Star.
Es existieren heute keine Kopien mehr von Leathernecking.

## Songs
Im Verlauf der Handlung wurden folgende Songs interpretiert:
- "You Took Advantage of Me"
- "A Kiss for Cinderella"
- "All My Life"
- "Careless Kisses"
- "Evening Star"
- "Brightly Nice And So Peculiar"
- "Shake It Off and Smile"